# 黄金の本格ミステリー
黄金の本格ミステリー（おうごんのほんかくミステリー）とは、毎年末に出版される『本格ミステリー・ワールド』（島田荘司監修、南雲堂）の中で、その年度に出版された本格ミステリーの中から合議によって特に優れたものを選び出して、「読者に勧める黄金の本格ミステリー」として顕彰するもの。ランキングではないので、その中で順位はつけられない。毎年10作を目安に選出されている。
黄金の本格ミステリーに選出された作品は作者による自作解説が掲載される。

## 各年の結果

### 2007年度
『本格ミステリー・ワールド2007』、2007年2月発行
対象：2005年11月〜2006年10月発行書籍
選者：小森健太朗、つずみ綾、二階堂黎人
12作品（著者名50音順）
- 芦辺拓『少年は探偵を夢見る』（東京創元社）
- 天城一『宿命は待つことができる』（日本評論社）
- 石持浅海『顔のない敵』（光文社）
- 大倉崇裕『福家警部補の挨拶』（東京創元社）
- 加賀美雅之『風果つる館の殺人』（光文社）
- 島田荘司『溺れる人魚』（原書房）
- 島田荘司『UFO大通り』（講談社）
- 竹本健治『ウロボロスの純正音律』（講談社）
- 道尾秀介『シャドウ』（東京創元社）
- 三津田信三『厭魅の如き憑くもの』（原書房）
- 松尾由美『ハートブレイク・レストラン』（光文社）
- アンソロジー『気分は名探偵』（徳間書店）
  - 我孫子武丸、有栖川有栖、霧舎巧、貫井徳郎、法月綸太郎、麻耶雄嵩

### 2008年度
『本格ミステリー・ワールド2008』、2007年12月発行
対象：2006年11月〜2007年10月発行書籍
選者：小森健太朗、つずみ綾、二階堂黎人
9作品（出版順）
- 歌野晶午『密室殺人ゲーム王手飛車取り』（講談社）
- 北山猛邦『少年検閲官』（東京創元社）
- 関田涙『晩餐は「檻」のなかで』（原書房）
- 高田崇史『毒草師』（幻冬舎）
- 三津田信三『首無の如き祟るもの』（原書房）
- 米澤穂信『インシテミル』（文藝春秋）
- 柄刀一『密室キングダム』（光文社）
- 有栖川有栖『女王国の城』（東京創元社）
- 島田荘司『リベルタスの寓話』（講談社）

### 2009年度
『本格ミステリー・ワールド2009』、2008年12月発行
対象：2007年11月〜2008年10月発行書籍
選者：小森健太朗、つずみ綾、二階堂黎人
10作品（出版順）
- 岸田るり子『ランボー・クラブ』（東京創元社）
- 三雲岳斗『少女ノイズ』（光文社）
- 牧薩次『完全恋愛』（マガジンハウス）
- 三津田信三『山魔の如き嗤うもの』（原書房）
- 笠井潔『青銅の悲劇』（講談社）
- 門前典之『浮遊封館』（原書房）
- 法月綸太郎『しらみつぶしの時計』（祥伝社）
- 深水黎一郎『トスカの接吻』（講談社）
- 柄刀一『ペガサスと一角獣薬局』（光文社）
- 初野晴『1/2の騎士』（講談社）

### 2010年度
『本格ミステリー・ワールド2010』、2009年12月発行
対象：2008年11月〜2009年10月発行書籍
選者：小森健太朗、つずみ綾、二階堂黎人
8作品（出版順）
- 松本寛大『玻璃の家』（講談社）
- 三津田信三『密室の如き籠るもの』（講談社）
- 柄刀一『奇跡審問官アーサー 死蝶天国』（講談社）
- 歌野晶午『密室殺人ゲーム2.0』（講談社）
- 北山猛邦『密室から黒猫を取り出す方法』（東京創元社）
- 深水黎一郎『花窗玻璃　シャガールの黙示』（講談社）
- 米澤穂信『追想五断章』（集英社）
- 麻生荘太郎『闇の中の猫』（東京創元社）

### 2011年度
『本格ミステリー・ワールド2011』、2010年12月発行
対象：2009年11月〜2010年10月発行書籍
選者：小森健太朗、つずみ綾、二階堂黎人
8作品（出版順）
- 小島正樹『武家屋敷の殺人』（講談社ノベルス）
- 三津田信三『水魑の如き沈むもの』（原書房）
- 天祢涼『キョウカンカク』（講談社ノベルス）
- 島田荘司『写楽　閉じた国の幻』（新潮社）
- 大倉崇裕『小鳥を愛した容疑者』（講談社）
- 麻耶雄嵩『隻眼の少女』（文藝春秋）
- 安萬純一『ボディ・メッセージ』（東京創元社）
- 月原渉『太陽が死んだ夜』（東京創元社）

### 2012年度
『本格ミステリー・ワールド2012』、2011年12月発行
対象：2010年11月〜2011年10月発行書籍
選者：小森健太朗、つずみ綾、二階堂黎人
8作品（出版順）
- 柄刀一『システィーナ・スカル』（実業之日本社）
- 米澤穂信『折れた竜骨』（東京創元社）
- 加賀美雅之『縛り首の塔の館』（講談社ノベルス）
- 三上延『ビブリア古書堂の事件手帖』（メディアワークス文庫）
- 一田和樹『檻の中の少女』（原書房）
- 三津田信三『生霊の如き重るもの』（講談社ノベルス）
- 皆川博子『開かせていただき光栄です』（早川書房）
- 笠井潔『吸血鬼と精神分析』（光文社）

### 2013年度
『本格ミステリー・ワールド2013』、2012年12月発行
対象：2011年11月〜2012年10月発行書籍
選者：小森健太朗、つずみ綾、二階堂黎人
6作品（出版順）
- 北山猛邦『猫柳十一弦の後悔 不可能犯罪定数』（講談社）
- 法月綸太郎『キングを探せ』（講談社）
- 小島正樹『綺譚の島』（原書房）
- 山田正紀『ファイナル・オペラ』（早川書房）
- 三津田信三『幽女の如き怨むもの』（原書房）
- 大山誠一郎『密室蒐集家』（原書房）

### 2014年度
『本格ミステリー・ワールド2014』、2013年12月発行
対象：2012年11月〜2013年10月発行書籍
選者：辻真先、戸川安宣、二階堂黎人
8作品（出版順）
- 大倉崇裕『福家警部補の報告』（東京創元社）
- 深木章子『螺旋の底』（原書房）
- 法月綸太郎『ノックス・マシン』（角川書店）
- 北山猛邦『人魚姫 探偵グリムの手稿』（徳間書店）
- 高林さわ『バイリンガル』（光文社）
- 近本洋一『愛の徴 天国の方角』（講談社）
- 青崎有吾『水族館の殺人』（東京創元社）
- 島田荘司『星籠の海』（講談社）

### 2015年度
『本格ミステリー・ワールド2015』、2014年12月発行
対象：2013年11月〜2014年10月発行書籍
選者：辻真先、戸川安宣、二階堂黎人
10作品（出版順）
- 山本弘『僕の光輝く世界』（講談社）
- 鏑木蓮『イーハトーブ探偵 ながれたりげにながれたり 賢治の推理手帳I』（光文社文庫）
- 遠藤武文『フラッシュモブ 警察庁情報分析支援第二室〈裏店〉』（光文社）
- 下村敦史『闇に香る嘘』（講談社）
- 芦辺拓『異次元の館の殺人』（光文社）
- 天祢涼『都知事探偵・漆原翔太郎 セシューズ・ハイ』（講談社）
- 深水黎一郎『大癋見（おおべしみ）警部の事件簿』（光文社）
- 東川篤哉『純喫茶「一服堂」の四季』（講談社）
- 霞流一『フライプレイ! 監棺館殺人事件』（原書房ミステリー・リーグ）
- 柄刀一『密室の神話（ミサロジー）』（文藝春秋）

### 2016年度
『本格ミステリー・ワールド2016』、2015年12月発行
対象：2014年11月〜2015年10月発行書籍
選者：辻真先、戸川安宣、二階堂黎人
10作品（出版順）
- 北山猛邦『オルゴーリェンヌ』（東京創元社ミステリ・フロンティア）
- 堀燐太郎『ジグソー失踪パズル』（フリースタイル）
- 鳥飼否宇『死と砂時計』（創元クライム・クラブ）
- 深水黎一郎『ミステリー・アリーナ』（原書房ミステリー・リーグ）
- 井上真偽『その可能性はすでに考えた』（講談社ノベルス）
- 大山誠一郎『赤い博物館』（文藝春秋）
- 倉知淳『片桐大三郎とXYZの悲劇』（文藝春秋）
- 島田荘司『新しい十五匹のネズミのフライ ジョン・H・ワトソンの冒険』（新潮社）
- 有栖川有栖『鍵の掛かった男』（幻冬舎）
- 吉田恭教『可視（み）える』（南雲堂）

### 2017年度
『本格ミステリー・ワールド2017』、2016年12月発行
対象：2015年11月〜2016年10月発行書籍
選者：日下三蔵、辻真先、二階堂黎人
8作品（出版順）
- 早坂吝『誰も僕を裁けない』（講談社ノベルス）
- 竹本健治『涙香迷宮』（講談社）
- 深水黎一郎『倒叙の四季 破られたトリック』（講談社ノベルス）
- 島田荘司『屋上の道化たち』（講談社）
- 井上真偽『聖女の毒杯 その可能性はすでに考えた』（講談社ノベルス）
- 山田正紀『屍人の時代』（ハルキ文庫）
- 三津田信三『黒面の狐』（文藝春秋）
- 市川憂人『ジェリーフィッシュは凍らない』（東京創元社）